# Kvadratna girobikupola
| Kvadratna girobikupola | Kvadratna girobikupola      |
| ---------------------- | --------------------------- |
|                        |                             |
| Vrsta                  | Johnsonovo telo J28-J29-J30 |
| Stranske ploskve       | 8 trikotnikov 2+8 kvadratov |
| Oglišča                | 16                          |
| Robovi                 | 32                          |
| Konfiguracija oglišča  | 20(3.4.3.4) 8(3.43)         |
| Grupa simetrije        | D4d                         |
| Dualni polieder        | -                           |
| Lastnosti              | konveksna                   |
| mreža telesa           |                             |

Kvadratna girobikupola je v geometriji eno izmed Johnsonovih teles. (J29). Podobno kot kvadratno ortobikupolo  (J28) jo dobimo tako, da združimo dve kvadratni kupoli vzdolž njenih osnovnih ploskev. Razlika je samo v tem, da sta v telesu, ki nastane, obe polovici zavrteni za 45º v odnosu druga na drugo.
Kvadratna girobikupola je druga v neskončni množici girobikupol.
V letu 1966 je Norman Johnson (rojen 1930) imenoval in opisal 92 teles, ki jih  imenujemo Johnsonova telesa.

## Prostornina in površina
Naslednja izraza za prostornino (V) in površino (P) sta uporabna, če so vse stranske ploskve pravilne in imajo dolžino roba a 
{\displaystyle V={\frac {5}{12}}(11+5{\sqrt {5}})a^{3}\approx 9,24181...a^{3}}
{\displaystyle P=(5+{\frac {1}{4}}{\sqrt {1900+490{\sqrt {5}}+210{\sqrt {75+30{\sqrt {5}}}}}})a^{2}\approx 23,5385...a^{2}}